# Grüne Zeiten

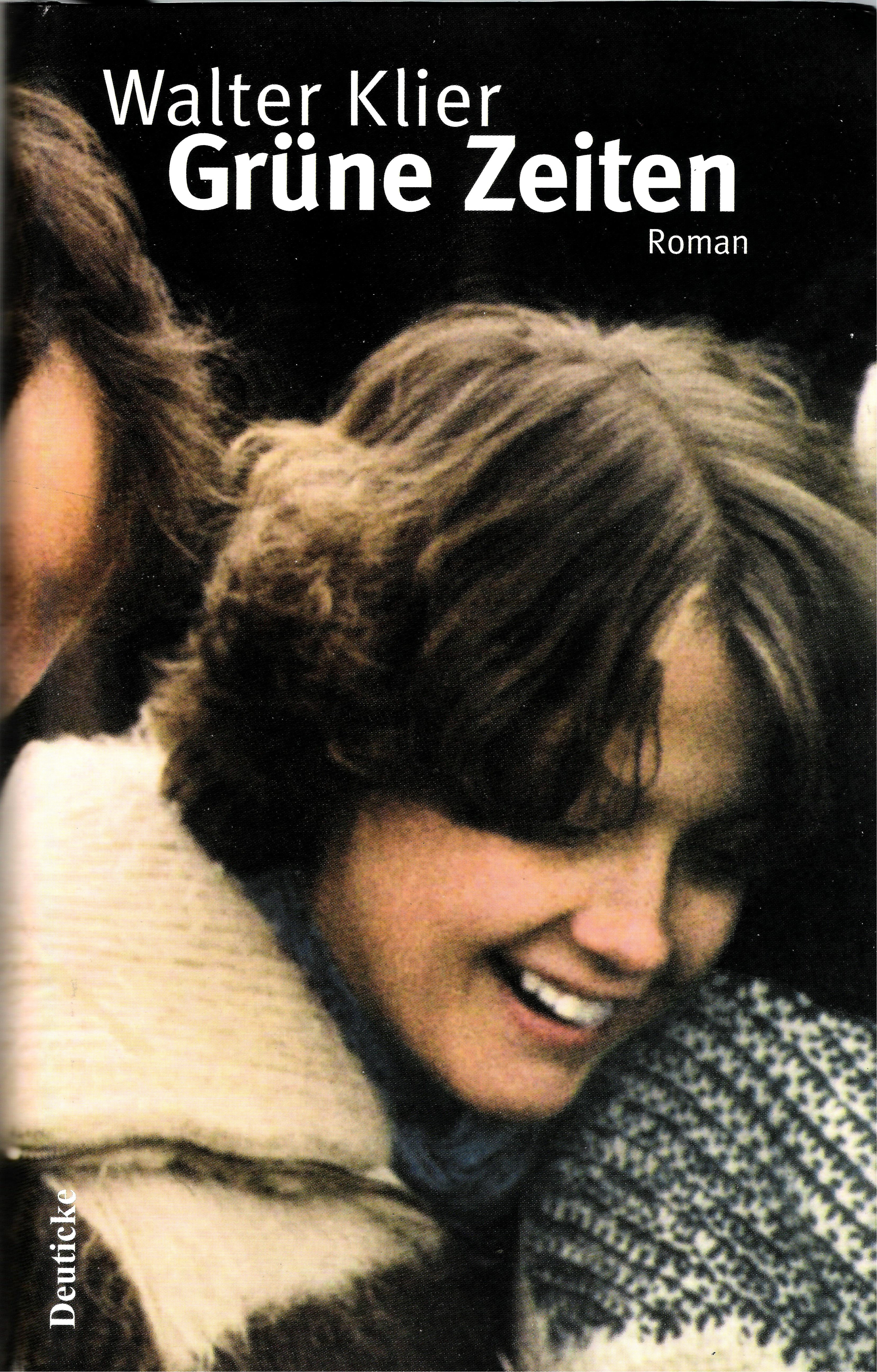
Grüne Zeiten (Erstausgabe)

Grüne Zeiten ist ein von Walter Klier 1998 erschienener Roman. Er zeigt die skurrile Entfaltung der Grün-Bewegung in einer österreichischen Kleinstadt.

## Inhalt
In einer Wohngemeinschaft (WG) in der Innsbrucker Gilmstraße kommt es während des Studienjahres der Protagonisten zu einem starken Anschwellen der sogenannten Grün-Bewegung, die schließlich zum Untergang der WG führt.
Erzählerisch halbwegs geordnet und zusammengehalten wird das Grüne Jahr von Martin Rauch, der sich immer mehr von der Uni in die Berge abseilt. Als er mitten in der unversehrten Landschaft einen verdreckten Bach entdeckt, macht es bei ihm einen grünen Klacks. In der Folge wird in Innsbruck eine Grüne Fraktion aufgebaut. Dabei hängt die Identität von der Qualität der verstrickten Schafwolle für die Wahlkampfpullover ab, die Pfadfinder liefern den praktischen Überbau.
Ironische Kommentare sind im internen WG-Gebrauch verpönt, selbst das Zitieren des österreichischen Grün-Mythos von der Besetzung der Hainburger Au darf nur in maßvollen Worten geschehen.
In der WG geht es bald abwärts, das Gebäude soll abgerissen werden, und schon während sie ausziehen, haben die Heldinnen und Helden den Eindruck, dass dieses Jahr der Höhepunkt ihres Lebens gewesen ist.

## Struktur, Motive, Schlagworte
- Kapitel 1

Martin Rauch; Erstkommunion als rare Kindheitserinnerung; Matura; Militär; Studium; Cafe Thaler; WG; Methodenseminar; Dundee-Auslandjahr /
- Kapitel 2

WG; Architektur; soziale Ecken; Fluktuation; Termini als Zeitbojen; Politik; Studium; Verweigerung des Elternhauses; Liebe als Zeitvertreib und Labor für das wirkliche Leben /
- Kapitel 3

Ravenna als Headquarter; Bergsteigen; Malerin; Kleinkind; Beziehungsprobleme; die taz als das politisch gültige Organ /
- Kapitel 4

promovierte Hirschen für die Hainburger Au; Schwur in der Au; Welt am Strom und Stromwelt /
- Kapitel 5

Ende des Studiums nicht in Sicht, schleichendes Ende; Walter Richard Langer als Erwachsenenbildner der Nation; für Rauch potentielle Stelle in Augsburg; Klettertour in Frankreich; Hundert Jahre Einsamkeit; Kletterinventar; verschmutzter Fluss als Kick und Knackpunkt /
- Kapitel 6

Der Nachsommer des Kommilitonen; Qual; Flucht aus der heißen Stadt ins Bergsteigen; Probleme mit Klobrille der WG /
- Kapitel 7

Schlechtwettereinbruch; Prognosen über Waldsterben; Dritte Welt; Beginn der Grünen mit Untergrundarbeit; Plakate, Wahlkampf; Wahlkampffieber, Abhörgefahr; Grundzüge des Parlamentarismus und der Basisvertretung; Liebeswanderung; zufälliger Besuch daheim bei den Eltern /
- Kapitel 8

drohendes Ende der WG; geplanter Abriss; Schwanken zwischen Widerstand und Schicksalsfügung /
- Kapitel 9

Martin Rauch studiert den Beischlaf bei Peter Handke; die schwarzen Löcher des Kulturbudgets; Stefans Budgetrede im Gemeinderat; „Das Private ist das Politische“; heiße Erwartung des Profil als Tagesbefehl; Sehnsucht nach Beischlaf; Geschlechtsverkehr im Vollrausch /
- Kapitel 10

die Au als Mythos; Lyrik der Natur; Hainburg wie es leibt und lebt; Schlägerei mit Exekutive; Nachdenkpause /
- Kapitel 11

Beurteilung der Lage durch die Daheimgebliebenen; das Jahr eins nach Hainburg /
- Kapitel 12

Fernsehberichte aus der Au; Rückkehr der Au-Recken; Wanderführer als konkreter Lebenssinn; Silvester in der WG /
- Kapitel 13

Neujahrsbesuche der diversen WGs; Holzlieferung nach Hainburg; Beginn als lokaler Kulturkritiker /
- Kapitel 14

Philosophie der Armut in der WG; beginnende Auflösung; politischer Umgang mit der Ex-Geliebten; Landtagswahlen /
- Kapitel 15

bedrohliche Schwangerschaft Dorothees; Verhütung und Weltanschauung; Verhütungscreme aus der Münchner Bahnhofsapotheke; Kinderplanung; überraschendes Angebot, mit der neuen Frau zusammenzuziehen /
- Kapitel 16

Auflösung; definitiver Studienabbruch allenthalben; Martin wird geheim dreißig; mickrige Demonstration vor der Wiltener Basilika; Liebesstarrkrampf /
- Kapitel 17

Dorothee ist glücklich in Berlin

## Zitate nach Erstausgabe
- Thuijenverwachsen und schuldenfrei (S. 16)
- Wasserscheide aller Biographien (S. 39)
- „Ich mache Führer.“ (S. 40)
- Überraschung: ihr nicht mehr ganz neugeborenes Baby (S. 42)
- eine dieser Luftaufnahmen, für die man in Tirol kein Flugzeug, bloß zwei Stunden Fußmarsch braucht (S. 56)
- Institut mit kleinen grauen Männern und Frauen (S. 63)
- Der gelbrote Fels buk in der Nachmittagssonne. (S. 65)
- Die schwarzen Löcher des Kulturbudgets (S. 132)
- Verklemmtheit ist eine Form von Intelligenz (S. 135)
- Pygmäen jagen keine Elefanten (S. 142)
- vollbiologische und trotzdem hundertprozentig spermientötende Diaphragma-Creme (S. 237)

## Ausgaben
- Erstveröffentlichung

Walter Klier: Grüne Zeiten. Roman. 269 Seiten. Deuticke Verlag, Wien 1998. ISBN 3-216-30373-X
- Taschenbuch

Walter Klier: Grüne Zeiten. Roman. Überarbeitete Neuauflage. Taschenbuch. 282 Seiten. Limbus Verlag, Innsbruck 2014. ISBN 978-3-902534-17-0